# 아카펠라

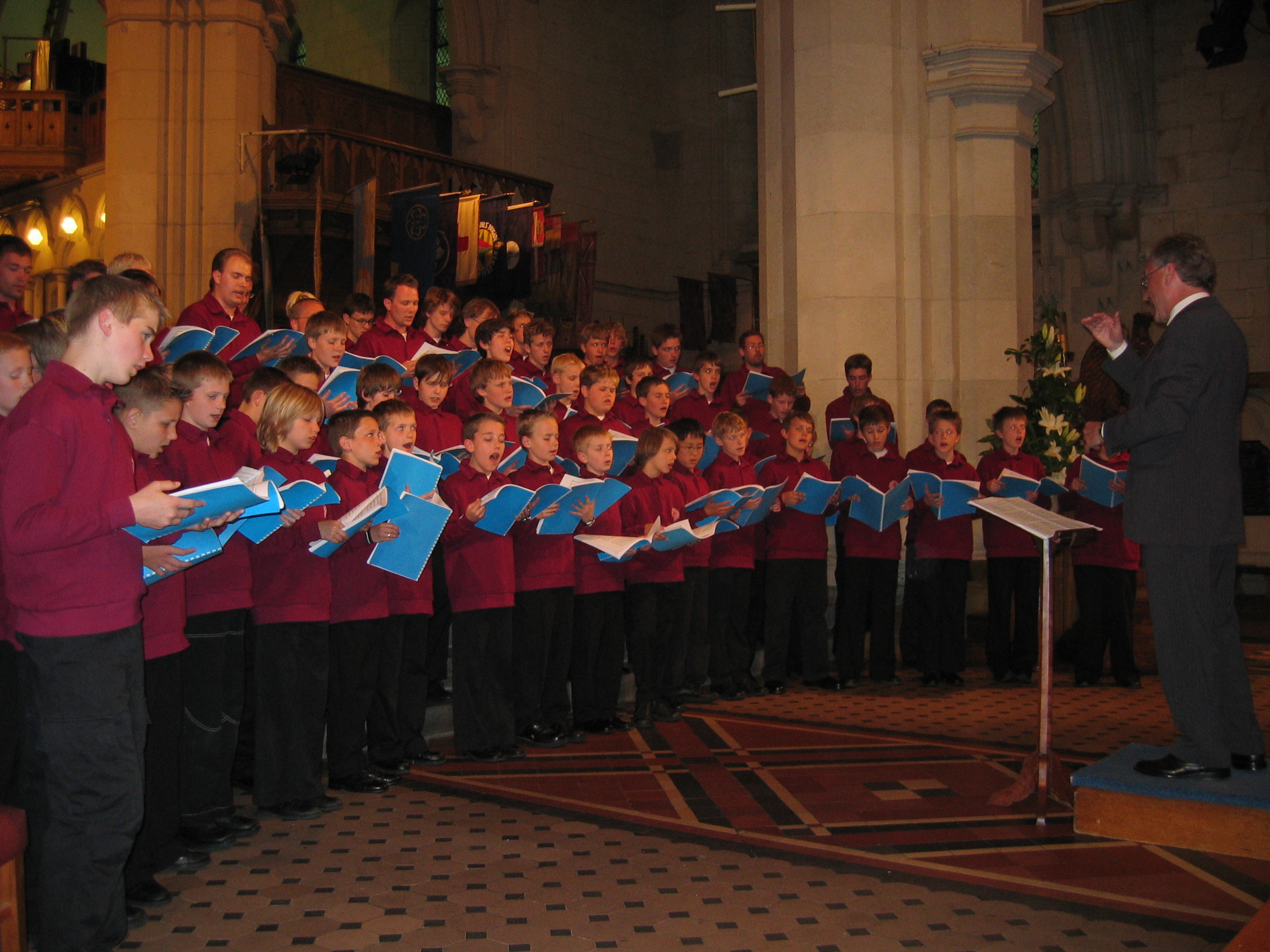
아카펠라로 연주하는 모습.

아카펠라(이탈리아어: a cappella)는 악기 없이 목소리로만 화음을 맞추어 부르는 노래, 또는 그렇게 부르는 방법이다.
"카펠라(cappella)"는 이탈리아어로 "교회"를 뜻한다. "아카펠라"의 문자 그대로의 뜻은 "교회식으로(in the church style 또는 in the manner of the Church)"이다. 중세 시대의 교회에서 대개 반주 없이 합창을 했던 데에서 유래하여, 무반주 합창을 말한다.

## 아카펠라의 유래[3]
이탈리아어로 ‘카펠라’는 원래 ‘성당풍’ 또는 ‘교회풍’이라는 의미이다. 이탈리아의 큰 성당 안에 들어가면 전면에 제대가 있고 양쪽 옆으로 작은 방들이 있는데, 작은 제대와 성상(聖像)들이 있고 철문을 통해 안을 볼 수 있는 그 공간들을 '카펠라'라고 부른다(과거 이탈리아에서는 특정 귀족 가문들이 성당에 거액의 봉헌금을 바치고, 그 대가로 성전 내부에 이런 가족 전용 기도실을 둘 수 있었다고 한다). 하지만 '카펠라'는 ‘교회전례를 위한 합창단이나 성가대’를 뜻하는 말이기도 하고, 후에는 교회전례의 합창이나 독창을 반주하는 오케스트라를 가리키는 단어로도 쓰였다.

## 16세기의 아카펠라
‘아(a)’는 이탈리아어의 ‘알라(alla)’와 같은 의미로, ‘~으로’ 또는 ‘~풍으로’라는 뜻이다. 그래서 아카펠라(a cappella)라는 말은 '성당 풍으로' 또는 ‘성가대 풍으로’라는 뜻이 된다. 16세기 유럽의 교회와 성당에서 불렀던 악기 반주 없는 합창곡을 이렇게 불렀다. 무반주 합창곡들을 작곡했던 까닭은 악기의 소리를 배제하고 목소리만을 취해 신에 대한 찬미를 더욱 순수하고 경건하게 하려 했던 것이라고 본다. 100곡이 넘는 미사곡을 작곡했던 이탈리아 작곡가 조반니 팔레스트리나(Giovanni Pierluigi da Palestrina, 1525-1594)의 다성(폴리포니) 합창곡이 이 무반주 교회음악을 대표하는 작품들이었다. 역시 수많은 미사곡과 모테트를 작곡했던 그레고리오 알레그리(Gregorio Allegri, 1582-1652)의 [주님, 저를 불쌍히 여기소서 Miserere mei, Deus]는 바티칸의 시스티나 성당에서 해마다 성주간에 성가대가 불렀던 대표적 5성부 아카펠라 합창곡이다.
그러나 아카펠라라는 개념이 무조건 악기 반주를 뺀 합창으로 공인된 것은 아니었다. 1732년 요한 고트프리트 발터가 펴낸 음악사전에는 아카펠라의 뜻이 “성악 및 기악 성부가 동시에 같은 음을 연주하는 것”으로 적혀 있다. 1851년에 라이프치히에서 출판된 브로크하우스 백과사전에서는 “옛 교회음악에서, 성악부가 기악반주 없이 연주되거나 기악부가 성악부와 똑같은 선율과 리듬으로 반주하는 것”을 아카펠라라고 설명해 놓았다. 다만 발터의 음악사전은 한 가지 예외를 설명한다. 바티칸 시스티나 성당에서 교회 미사곡을 연주할 때는 파이프 오르간이나 다른 어떤 악기도 사용하지 말고 목소리로만 노래하라는 지침이 있었다는 사실이다.
사실 ‘아카펠라’라는 명칭이 나타난 것이 16세기 경 일뿐, 이런 형태의 무반주 합창은 그보다 훨씬 오래 전부터 세계 곳곳에 존재했다. 고대의 종교음악이나 여러 나라의 민속음악을 보면 알 수 있다. 르네상스 시대의 세속 마드리갈도 아카펠라 형식을 취한 경우가 많다. 정통 아카펠라라고 할 때는 이처럼 교회음악으로 쓰인 무반주 합창곡들만을 가리킨다. 과거의 음악학자들은 1600년 이전의 합창음악을 모두 아카펠라로 알고 있기도 했지만, 1600년 이전에도 합창에 반주악기가 비중을 차지했다는 사실이 최근의 연구로 밝혀졌다고 한다.

## 19세기의 아카펠라
19세기부터는 교회음악이 아니더라도 '악기 반주가 없는 합창곡'은 다 '아카펠라'라고 부르고 있다. 이런 의미의 변화가 생긴 것은 19세기에 옛 합창 음악들이 새롭게 발굴되고 인기를 끌기 시작하면서였다. 합창 음악을 좋아하는 사람들이 많아지면서 성악가들이 아닌 일반인으로 구성된 합창단들이 속속 생겨났는데, 바로 이런 이 비전문가 합창단을 ‘아카펠라’라는 명칭으로 부르기도 했다. 어쨌든 이처럼 의미의 오해가 생기면서부터, 악기 반주가 없는 합창을 모두 아카펠라로 칭하게 되었고, 그 영역이 확장되었다. 그러나 요즘과는 다른 독특한 형태를 보였다.

## 20세기의 아카펠라
20세기 이후에도 클래식 음악에서 '아카펠라'라는 개념은 여전히 ‘무반주 합창음악’이라는 뜻으로 쓰인다. 그러나 16세기 또는 바로크 시대의 공연 관행을 연구하는 오늘날의 클래식 연주자들은 과거의 전통을 되살려, 아카펠라 합창 공연에 악기를 사용하기도 한다. 하지만 대중음악 분야의 아카펠라는 20세기 초부터 다양한 발전을 보였다. 1909년에는 미국에서 예일 위펜푸프스(The Yale Whiffenpoofs) 같은 보컬그룹이 탄생하면서 '바버샵(Barbershop)' 스타일이 생겨났고, 1927년에는 미국의 모델을 응용해 독일에서 ‘코미디언 하모니스트’ 그룹이 만들어졌다. 1950년대에는 아카펠라 음악이 '두왑(Doo Wop)'을 도입해 더욱 대중적으로 인기를 끌게 되었다. '킹스 싱어즈(The King's Singers)'나 '리얼 그룹(The Real Group)', 심지어는 '동방신기' 같은 이름이 '아카펠라'와 연관되어 등장한다. '무반주' 또는 '최소한의 악기 반주'로 화음을 이루어 노래하는 대중적인 보컬 앙상블의 음악 역시 '아카펠라'라고 부르기 때문이다.

## 21세기의 아카펠라
오늘날 대중음악의 아카펠라는 더 이상 합창의 개념이 아니고, 대개 4~6명으로 구성된 앙상블의 중창을 의미한다. 대중음악의 영역이 확장 되면서, 아카펠라로 음악 활동을 하는 아카펠라 그룹이 늘어났다. 남성 아카펠라 그룹(TAKE6, Rockappella, Naturally7 등)과, 혼성 아카펠라 그룹(Swingle Singers, Pentatonix, The Idea of North, Rajaton 등)이 압도적으로 많지만, 여성 아카펠라 그룹(Aquabella, Mediz, Niniwe 등)은 드문 편이다. 이런 아카펠라 그룹들은 팝이나 록 음악 가운데 유명한 곡들을 아카펠라 버전으로 편곡해 부르기도 하고, 음향 장비의 발전과 맞물려 아카펠라의 효과를 극대화할 수 있는 새로운 곡들과 사운드를 작곡해 부르기도 한다. 그룹 구성원 각자가 비슷한 비중으로 텍스트와 멜로디를 나누어 소화하는 경우도 있지만, 한 사람 또는 두 사람이 리드 보컬을 맡고 나머지 구성원은 ‘둣두~, 빱빠~’ 하는 식으로 코러스를 넣는 경우도 많다. 각각의 목소리가 특정 악기소리를 내기도 하는데, 특히 드럼 소리를 내는 목소리가 주목을 끈다. 요약 해보면, '아카펠라'는 16세기, 19세기, 20세기를 거쳐 오면서 몇 차례 의미의 변화를 겪었다. 어쨌든 크게 보면, 악기 반주가 없거나 최소한의 반주가 딸린 중창 또는 합창음악을 가리키는 말이 되겠다.

## 같이 보기
- 성악
- 합창
- 가스펠
- 비트박스
- 가요
- 연주
- 카리나